# Жолт Гарасті
Жолт Гарасті (угор. Haraszti Zsolt, нар. 4 листопада 1991, Будапешт) — угорський футболіст, нападник клубу «Пакш». Виступав також за низку інших угорських клубів. Дворазовий володар Кубка Угорщини.

## Клубна кар'єра
Жолт Гарасті народився 1991 року в Будапешті, та є вихованцем футбольної школи клубу «Пакш». У 2010 році розпочав грати в основній команді клубу, в якій грав до 2011 року, після чого футболіста відправили в оренду до клубу «Шіофок».
У 2012 році Гарасті став гравцем клубу «Відеотон», з якого його в 2013 році відправили в оренду до клубу «Академія Пушкаша», після якої в 2014 році нападник знову грав у складі клубу «Відеотон». У 2014—2015 роках футболіст знову грав у складі клубу «Пакш», а в 2015—2016 роках виступав у складі клубу «Ференцварош».
У 2016 році Гарасті в черговий раз перейшов до клубу «Відеотон», проте ще в цьому році знову став гравцем клубу «Пакш». У 2021 році клуб «Пакш» віддав нападника в нетривалу оренду до клубу МТК, з якої футболіст ще в цьому році повернувся до клубу «Пакш». У складі команди Гарасті в сезонах 2023—2024 і 2024—2025 років став володарем Кубка Угорщини.

## Виступи за збірну
У 2011 році Жолт Гарасті зіграв у складі молодіжної збірної Угорщини 2 матчі, в яких забив 1 гол.

## Титули і досягнення
- Володар Кубка Угорщини (2):

«Пакш»: 2023–2024, 2024–2025